# Jonathan (futebolista)
Jonathan Francisco Lemos, conhecido simplesmente como Jonathan (Santa Maria, 25 de agosto de 1992) é um futebolista brasileiro que atua como lateral-direito. Atualmente, joga pelo Criciúma.

## Carreira

### Brasiliense
Nascido em Santa Maria, Distrito Federal, Jonathan começou a jogar futebol profissional nas bases do Brasiliense, sendo promovido pela equipe em 2010. Em 14 de agosto de 2010, ele fez a sua estreia profissional, em um empate em casa por 2 a 2 contra o Guaratinguetá pela Série B de 2010.
Inicialmente, atuava como um meio-campista nos seus primeiros anos no clube, mas mudou de posição definitivamente para lateral-direito em 2012.

### Ponte Preta
Em 2012, Jonathan assinou com a Ponte Preta, mas não foi bastante aproveitado e jogou nenhuma partida pelo clube, chegando a ser emprestado ao XV de Piracicaba, Capivariano, Comercial-SP e São José.

### Capivariano
Em 2013, foi emprestado ao Capivariano. Sua primeira partida pelo clube aconteceu em 17 de fevereiro, em uma vitória fora de casa por 2 a 0 contra o Monte Azul, pelo Paulistão A2 de 2013. Durante a sua primeira passagem pelo clube, jogou 6 partidas e marcando nenhum gol.

### Comercial-SP
Após breve passagem pelo XV de Piracicaba e Capivariano, mas com pouco êxito. Em 10 de julho de 2013, foi emprestado ao Comercial-SP, para a disputa da Copa Paulista de 2013.

### Retorno ao Capivariano
Em 2014, foi emprestado novamente ao Capivariano, retornando à equipe. Sua primeira partida pelo clube no seu retorno aconteceu em 5 de fevereiro, em um empate fora de casa por 2 a 2 contra o Marília, pelo Paulistão A2 de 2014. Durante a sua segunda passagem pelo clube, jogou 14 partidas e marcando nenhum gol. Mas ao mesmo tempo, seu time foi campeão na A2 no mesmo ano.

### Água Santa
Em 11 de dezembro de 2014, Jonathan foi anunciado como o novo reforço do Água Santa para a disputa do Paulistão A2 de 2015. Sua primeira partida no clube aconteceu em 1 de fevereiro de 2015, em uma vitória em casa por 4 a 1, aonde no mesmo jogo conseguiu ser expulso.
No total, participou de 14 partidas e marcou nenhum gol, além de conseguir o acesso no Paulistão A2 de 2015.

### Portuguesa
Em 19 de maio de 2015, foi anunciado como reforço da Portuguesa por um empréstimo até o final do ano. Sua primeira partida com a Portuguesa aconteceu em 30 de maio, entrando como titular em uma vitória fora de casa por 2 a 1 sobre o Madureira, pela Série C de 2015. Seu primeiro gol profissional aconteceu em 18 de julho, em uma partida contra o Caxias, em uma vitória em casa por 3 a 0.

### Retorno ao Água Santa
Após uma ótima temporada na Portuguesa, em 2016, o atleta retornou ao Água Santa. Sua primeira partida com o Água Santa aconteceu em uma vitória em casa por 1 a 0 sobre a Ferroviária, pelo Paulistão de 2016. Apesar do rebaixamento no Paulistão e a eliminação na segunda fase da Copa Paulista, Jonathan fez 13 partidas e nenhum gol.

### Atlético Goianiense
Em 2 de setembro de 2016, Jonathan foi anunciado como o novo reforço do Atlético Goianiense. Sua primeira partida e primeiro gol aconteceram em 17 de setembro, em uma vitória em casa por 2 a 0 sobre o Paraná, pela Série B de 2016.
Titular absoluto em diversos anos, ganhou muita confiança da equipe e da torcida do Atlético Goianiense, conseguindo os títulos da Série B de 2016 e do Campeonato Goiano de 2019. Se destacou na sua ótima visão de jogo, participando de 103 partidas e marcando dois gols pelo clube.

### Segundo retorno ao Água Santa
Em 13 de dezembro de 2019, foi anunciado o fim do seu empréstimo de 3 anos ao Atlético Goianiense e seu retorno ao Água Santa, sendo a sua terceira passagem pelo clube paulista. Sua primeira partida após o seu retorno ao time aconteceu em 22 de janeiro de 2020, em uma derrota fora de casa para o São Paulo por 2 a 0, pelo Paulistão de 2020.
Diferentemente de sua passagem em 2016, não foi aproveitado pelo Água Santa e jogou apenas 6 partidas e marcando nenhum gol naquele mesmo ano.

### Coritiba
Em 10 de agosto de 2020, foi confirmada a contratação de Jonathan ao Coritiba com um contrato definitivo até fevereiro de 2021, após rescindir com o Água Santa. Sua primeira partida com a equipe aconteceu em 12 de agosto, entrando como substituto em uma derrota fora de casa para o Bahia por 1 a 0, pelo Brasileirão de 2020. Seu primeiro gol com a camisa coxa-branca aconteceu em 17 de fevereiro de 2021, em uma vitória em casa por 1 a 0 contra o Palmeiras, marcando o único gol da partida.
Pelo Coritiba, atuou em 24 partidas e marcou apenas um gol.

### Botafogo
Em 4 de março de 2021, Jonathan foi anunciado pelo Botafogo, com um contrato válido até dezembro do mesmo ano.

## Títulos
Brasiliense
- Campeonato Brasiliense: 2011

Capivariano
- Campeonato Paulista - Série A2: 2014

Atlético Goianiense
- Campeonato Brasileiro - Série B: 2016
- Campeonato Goiano: 2019

Botafogo
- Campeonato Brasileiro - Série B: 2021

Criciúma
- Recopa Catarinense: 2024 e 2025
- Campeonato Catarinense: 2024